# Водзькі
Водзькі (пол. Wodźki) — село в Польщі, у гміні Вишки Більського повіту Підляського воєводства.
Населення — 28 осіб (2011).
У 1975-1998 роках село належало до Білостоцького воєводства.

## Демографія
Демографічна структура станом на 31 березня 2011 року:
|          | Загалом | Допрацездатний вік | Працездатний вік | Постпрацездатний вік |
| -------- | ------- | ------------------ | ---------------- | -------------------- |
| Чоловіки | 15      | 1                  | 10               | 4                    |
| Жінки    | 13      | 3                  | 2                | 8                    |
| Разом    | 28      | 4                  | 12               | 12                   |